# Lopezyt
Lopezyt – minerał z grupy dwuchromianów zbudowany z dwuchromianu potasu (K2Cr2O7). Nazwa pochodzi od nazwiska chilijskiego inż. górnictwa i kolekcjonera minerałów Emiliano Lópeza Say.

## Charakterystyka
Krystalizuje w układzie trójskośnym. Zazwyczaj o pokroju grubotabliczkowym. Spotykany także w formie romboedrów. Przyjmuje najczęściej formę skupień ziarnistych, tworzy naskorupienia, naloty, wykwity oraz nacieki. Kryształy spotykane są w barwie czerwonej lub pomarańczowoczerwonej, rzadziej o odcieniu żółtym. Jest minerałem kruchym i przeświecającym. Posiada szklisty połysk. Znaczna część okazów tego minerału obecna na rynku jest syntetyczna.